# Dunkin Donuts
A Dunkin Donuts, más néven Dunkin’ egy kávé és fánk árusítására szakosodott amerikai multinacionális gyorsétteremlánc. 

## Története
William Rosenberg alapította Quincy-ben, Massachusettsben 1950-ben. 1990-ben a Mister Donut lánccal együtt felvásárolta az Allied Domecq holdingcég, amely ezután a Mister Donut-éttermeket Dunkin Donuts-éttermekké alakította. Ez jelentősen hozzájárult a Dunkin Donuts terjedéséhez Észak-Amerikában. A Dunkin Donuts 2004-ben a Dunkin’ Brands holdingcéghez került, majd 2020. december 15-én felvásárolta az Inspire Brands. 2019 januárjában a Dunkin Donuts rebrandingbe kezdett, és nevét Dunkin’-ra változtatta. Az Egyesült Államokban lévő éttermeik már ekkor áttértek az új névre; a más országokban lévő éttermeknél ez később várható.
A Dunkin’-nak körülbelül 12 900 étterme van 42 országban, így a világ egyik legnagyobb kávézó- és fánkozóláncai közé tartozik.
A 90-es évek végéig Magyarországon is voltak a Dunkin Donuts üzletek. 2011-ben vagy előtt zárt be a cukrásztermelő üzeme.  Ma már csak 10 országban lehet találni Európában.[forrás?]

## Fordítás
- Ez a szócikk részben vagy egészben  a   Dunkin' Donuts című angol Wikipédia-szócikk ezen változatának fordításán alapul.  Az eredeti cikk szerkesztőit annak laptörténete sorolja fel. Ez a jelzés csupán a megfogalmazás eredetét és a szerzői jogokat jelzi, nem szolgál a cikkben szereplő információk forrásmegjelöléseként.